# 1950년 대한민국의 영화 목록
다음은 1950년에 제작된 대한민국의 영화 목록이다.

## 목록
- 《여인애사》
- 《화랑도》

## 참고자료
- KOFIC 영화데이터베이스